# Fujiwara no Kiyoko
Fujiwara no Kiyoko (japonès: 藤原妍子)  (abril 994 - 16 d'octubre de 1027) va ser l'emperadriu del 67è emperador del Japó, l'emperador Sanjō. També coneguda com l'emperadriu Biwaden.
Era la segona filla de Fujiwara no Michinaga. La seva mare era Minamoto Michiko. Els seus germans de la mateixa mare eren Yorimichi, Norimichi, Jotomon'in Shoshi, no Ishi i Yoshiko. La seva filla era la princesa Teiko.
Va destacar en la poesia waka, i vuit dels seus poemes van ser inclosos en antologies imperials com el Shin Kokin Wakashū. Va formar un saló literari, i entre els seus subordinats hi havia Yamato Nobori, un poeta encarregat per decret imperial.

## Biografia
El novembre de 1004, va ser nomenada com a Shoshi (Quart rang sènior) i Naishi (assistent de l'Emperadriu). El desembre del mateix any, va ascendir a Tercer Grau Júnior. Al gener de 1010, va ser ascendida a Segon Grau Júnior, i al febrer, es va convertir en la consort del príncep hereu Koremasa (posteriorment emperador Sanjo). El 1011, l'emperador Sanjo va pujar al tron i se li va donar el títol d'emperadriu, i es va anomenar Fujitsubo no Nyōgo. L'any 9 del mateix any (1012), va ser nomenada emperadriu. El 1016, l'emperador Sanjo va abdicar i el 1017 va morir l'emperador Sanjo. El segon any del mateix any (1018), esdevingué emperadriu vídua. El 14 de setembre de 1027 (16 d'octubre de 1027), es va fer monjo i va morir el mateix dia. Va morir als 34 anys.
Era 18 anys més jove que el príncep Itsada (que després esdevingué l'emperador Sanjo), cosa que els va convertir gairebé en pare i filla. El príncep Koseki ja va tenir un quart fill amb la seva dona, Shoshi (la filla de Fujiwara no Sumitoki), que abans havia entrat a la cort imperial Shoshi tenia la mateixa edat que el primer fill de Shoshi, el príncep Dunmyeong. En el moment que Kenshi va entrar a la Cort Imperial com a princesa heretera, la seva germana gran, l'emperadriu Shoshi, que era l'emperadriu de l'emperador Ichijo, havia donat a llum el príncep Atsunari (emperador Go-Ichijo) i el príncep Atsunari (emperador Go-Suzaku), i si tot anava bé, hi havia una gran possibilitat que Michinaga es convertís algun dia en l'avi matern i regent matern. Tanmateix, abans d'això, Michinaga havia fet un segon moviment fent que Kenji entrés a la cort del príncep hereu, el príncep Itsada, amb qui abans havia tingut vincles febles. L'any següent, l'emperador Sanjo va pujar al tron després de la mort de l'emperador Ichijo, i al febrer de l'any següent, Kenshi va ser nomenada emperadriu, i a l'abril, Shoshi va ser nomenada emperadriu.
Tanmateix, l'any 1013, Kenshi va donar a llum una nena (la princesa Teishi, més tard coneguda com Yomeimon'in). S'esperava que el naixement d'un príncep per Kenshi restabliria les relacions entre Michinaga i l'emperador Sanjo, però aquesta esperança va quedar en no-res, i es deia que Michinaga estava molt disgustada pel naixement d'aquesta princesa. Al final, cap príncep va néixer després d'això, i l'emperador Sanjo va ser pressionat per Michinaga perquè abdiqués i morís poc després. Això va eliminar la possibilitat que el fill del príncep Kenshi pugés al tron, i com que el príncep Atsuakira, fill de l'emperadriu Shoshi, va declinar la posició de príncep hereu després de la mort de l'emperador Sanjo, el futur de la línia imperial masculina de la línia de l'emperador Reizei va quedar completament tancat (no obstant això, la línia femenina va ser succeïda per la princesa Teishi i després Emperador Jo).
Kenshi era la més bella de les filles de Michinaga, i hi ha una anècdota que el seu germà, Yorimichi, va renyar a les dames de companyia que la servien per portar roba massa extravagant, així que sembla que tenia una personalitat una mica cridanera. Tanmateix, tot i que era l'emperadriu vídua, no havia donat a llum un príncep, i per tant ja no era una presència central. Després d'això, Kenshi va viure a Biwaden, que va heretar de l'emperador Sanjo, amb la seva única filla, la princesa Teishi, i el març de 1027, va presenciar l'entrada de la princesa Teishi a la cort del príncep hereu Atsunaga (posteriorment emperador Gosuzaku), però va morir de malaltia sis mesos després. L'amor de Kenja per l'extravagància de vegades va fer que la seva família aixequés les celles, però ella es va purificar i va rebre els preceptes formals just abans de la seva mort, i va morir amb dignitat. Es diu que Michinaga, en saber de la mort de la seva segona filla, que seguia la seva filla menor, Ushiko, va plorar i es va aferrar a ella dient: "On vas els teus pares?

## Títols relacionats
- Drama de NHK Taiga "To You, the Shining One" (2024, interpretat per Anna Kurazawa)[3]